# Sakhr AX-330
Sakhr AX-330 var en MSX-dator och den första hemdatorn som blev tillgänglig i Saudiarabien (1985). Originalet tillverkades av Yamaha men modifierades av Al Alamiah. Det var en unik MSX-dator eftersom den på moderkortet hade en inbyggd Sega Mega Drive.